# SLC25A37
SLC25A37 (англ. Solute carrier family 25 member 37) – білок, який кодується однойменним геном, розташованим у людей на короткому плечі 8-ї хромосоми. Довжина поліпептидного ланцюга білка становить 338 амінокислот, а молекулярна маса — 37 323.
| 10         |  | 20         |  | 30         |  | 40         |  | 50         |
| ---------- |  | ---------- |  | ---------- |  | ---------- |  | ---------- |
| MELRSGSVGS |  | QAVARRMDGD |  | SRDGGGGKDA |  | TGSEDYENLP |  | TSASVSTHMT |
| AGAMAGILEH |  | SVMYPVDSVK |  | TRMQSLSPDP |  | KAQYTSIYGA |  | LKKIMRTEGF |
| WRPLRGVNVM |  | IMGAGPAHAM |  | YFACYENMKR |  | TLNDVFHHQG |  | NSHLANGIAG |
| SMATLLHDAV |  | MNPAEVVKQR |  | LQMYNSQHRS |  | AISCIRTVWR |  | TEGLGAFYRS |
| YTTQLTMNIP |  | FQSIHFITYE |  | FLQEQVNPHR |  | TYNPQSHIIS |  | GGLAGALAAA |
| ATTPLDVCKT |  | LLNTQENVAL |  | SLANISGRLS |  | GMANAFRTVY |  | QLNGLAGYFK |
| GIQARVIYQM |  | PSTAISWSVY |  | EFFKYFLTKR |  | QLENRAPY   |  |            |

A: Аланін

C: Цистеїн

D: Аспарагінова кислота

E: Глутамінова кислота

F: Фенілаланін

G: Гліцин

H: Гістидин

I: Ізолейцин

K: Лізин

L: Лейцин

M: Метіонін

N: Аспарагін

P: Пролін

Q: Глутамін

R: Аргінін

S: Серин

T: Треонін

V: Валін

W: Триптофан

Задіяний у таких біологічних процесах, як транспорт іонів, транспорт заліза, транспорт, альтернативний сплайсинг. 
Білок має сайт для зв'язування з іоном заліза. 
Локалізований у мембрані, мітохондрії, внутрішній мембрані мітохондрії.